# Pasedu

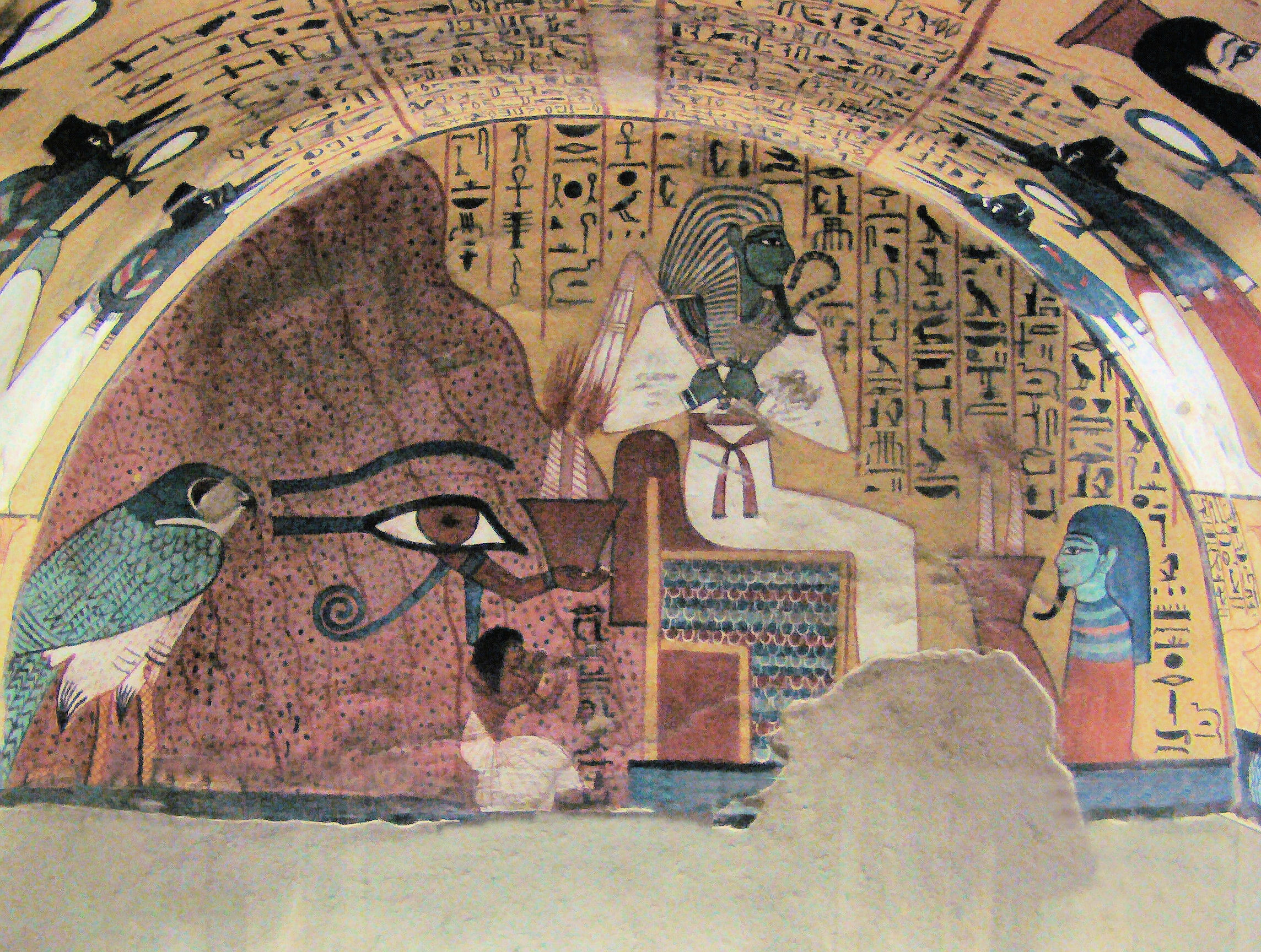
Pasedu sírja, a TT3

Pasedu ókori egyiptomi kézműves I. Széthi és II. Ramszesz uralkodásának idején élt Dejr el-Medinában, a Királyok völgye sírjain dolgozó munkások településén. A Dejr el-Medina-i TT3 sír tulajdonosa; a TT326 sír talán szintén neki épült.
Címe, Az Igazság helyének szolgálója azt jelzi, a Királyok völgye és a Királynék völgye sírjainak kialakításán és díszítésén dolgozó munkásokhoz tartozott. Valószínűleg II. Ramszesz uralkodása alatt követte Bakit a bal oldalon dolgozó munkások munkavezetőjeként.
Pasedu apja neve Menna, anyjáé Hui volt, felesége Nedzsmet-behdet. Sírjában két fiát és három lányát ábrázolják, fiai neve Menna és Kaha. Lehetséges, hogy a TT219 sírban említett Nebenmaat szintén az ő fia volt.

## Fordítás
- Ez a szócikk részben vagy egészben  a   Pashedu című angol Wikipédia-szócikk ezen változatának fordításán alapul.  Az eredeti cikk szerkesztőit annak laptörténete sorolja fel. Ez a jelzés csupán a megfogalmazás eredetét és a szerzői jogokat jelzi, nem szolgál a cikkben szereplő információk forrásmegjelöléseként.